# James Chappell
James F. Chappell (1891–1964) fue un astrónomo y fotógrafo estadounidense. Trabajó en el Observatorio Lick, donde se especializó en fotografía lunar. Es conocido por el desarrollo de técnicas fotográficas especiales para su uso en astronomía.

## Reconocimientos
- El cráter lunar Chappell lleva este nombre en su memoria.